# Arrondissement d'Esslingen
L'arrondissement d'Esslingen est un arrondissement  ("Landkreis" en allemand) de Bade-Wurtemberg  (Allemagne) situé dans le district ("Regierungsbezirk" en allemand) de Stuttgart. 
Son chef lieu est Esslingen am Neckar.

## Villes, communes & communautés d'administration
(nombre d'habitants en 2006)
| Villes (Städte ) 1. Aichtal (9 862) 2. Esslingen am Neckar (91 987) 3. Filderstadt (43 836) 4. Kirchheim unter Teck (40 012) 5. Leinfelden-Echterdingen (36 813) 6. Neuffen (6 207) 7. Nürtingen (40 529) 8. Ostfildern (34 478) 9. Owen (3 490) 10. Plochingen (14 332) 11. Weilheim an der Teck (9 641) 12. Wendlingen am Neckar (15 802) 13. Wernau (Neckar) (12 309) Certaines villes et communes se sont regroupées dans des communautés d'administration. | Communes (Gemeinden) 1. Aichwald (7 756) 2. Altbach (5 757) 3. Altdorf (1 474) 4. Altenriet (1 860) 5. Baltmannsweiler (5 545) 6. Bempflingen (3 334) 7. Beuren (3 412) 8. Bissingen an der Teck (3 631) 9. Deizisau (6 569) 10. Denkendorf (10 449) 11. Dettingen unter Teck (5 624) 12. Erkenbrechtsweiler (2 102) 13. Frickenhausen (8 812) 14. Großbettlingen (4 091) 15. Hochdorf (4 715) 16. Holzmaden (2 136) 17. Kohlberg (2 302) 18. Köngen (9 628) 19. Lenningen (8 549) 20. Lichtenwald (2 494) 21. Neckartailfingen (3 891) 22. Neckartenzlingen (6 311) 23. Neidlingen (1 905) 24. Neuhausen auf den Fildern (11 496) 25. Notzingen (3 528) 26. Oberboihingen (5 422) 27. Ohmden (1 728) 28. Reichenbach an der Fils (7 964) 29. Schlaitdorf (1 718) 30. Unterensingen (4 514) 31. Wolfschlugen (6 293) |